# Louda Ben Salah-Cazanas
Louda Ben Salah-Cazanas, né en 1988, est un réalisateur et scénariste de cinéma franco-tunisien.

## Biographie
Louda Ben Salah-Cazanas est né en 1988. De père tunisien et de mère française,, il grandit à Lyon où il étudie les sciences politiques. Après un stage au service culturel du quotidien Libération, Ben Salah-Cazanas se lance dans la réalisation de films. Son premier long métrage, Le Monde après nous, est présenté en première mondiale dans la section Panorama de la Berlinale en juin 2021 et il sort dans les salles françaises en avril 2022.
Lors de son mariage, Louda Ben Salah-Cazanas prend le nom de famille de son épouse.

## Filmographie
- 2013 : Beau(x) regard(s) (court métrage)
- 2015 : #pouralex (court métrage)
- 2018 : Genève (court métrage)
- 2021 : Le Monde après nous

## Récompenses et distinctions
- Crossing Europe 2021 : nomination pour le meilleur film de fiction (Le Monde après nous)[6]
- Festival international du film de Belgrade 2022 : récompensé par le prix Focus (Le Monde après nous)[7]